# Ту-ту-ту, на-на-на
«Ту-ту-ту, на-на-на» — шестой и последний студийный альбом российского эстрадного коллектива «Кабаре-дуэт „Академия“», выпущенный в 1999 году на лейбле АРС Records. 

## Об альбоме
На альбоме содержатся такие хиты группы как «Ту-ту-ту» и «Маленький». За песню «Ту-ту-ту» дуэт получил третью и последнюю статуэтку «Золотого граммофона». На песню «Маленький» Роберт Саакянц снял анимационный видеоклип.
Песня «Москау», являющаяся кавер-версией супер-хита группы Dschinghis Khan, была исполнена ещё в телемюзикле «Старые песни о главном 3» 1997 года. Композиция «Шербурские зонтики» из одноимённого фильма является русской версией песни «Je ne pourrai jamais vivre sans toi».
Пластинка стала заключительной в дискографии группы, вскоре после релиза Александр Цекало и Лолита Милявская развелись, а дуэт распался.

## Отзывы критиков
| Оценки критиков | Оценки критиков |
| Источник        | Оценка          |
| --------------- | --------------- |
| Живой звук      | [ 5 ]           |

Рецензент газеты «Живой звук» Илья Кормильцев заявил, что на альбоме «дуэт остался верен своему амплуа от первой до последней ноты». И хотя он отметил, что здесь нет «ярких хитов» о супружеской жизни типа «Заразы» и «Я обиделась», по его мнению, «в целом дух тот же», он предположил, что ребята остепенились, стали жить спокойней, однако добавил, что «стерва Лолита и обиженный Саша всё же симпатичней». 
Михаил Дюков в своём обзоре для портала Blatata.com описал альбом как «очень лирический, но в то же время, очень хулиганский». Также он отметил, что диск созвучен 1990-м, в его разбитной и странной манере, в странном времени, очень разной музыке, в том числе, шансон по-русски, который делали (и делают) профессионалы очень высокого ранга, при этом, это был бизнес. Резюмируя, он написал, что «Ту-ту-ту, на-на-на» — это образчик очень высокого уровня русской музыки.

## Список композиций
| №                   | Название                   | Текст песни         | Музыка              | Длительность |
| ------------------- | -------------------------- | ------------------- | ------------------- | ------------ |
| 1.                  | «Ту-ту-ту»                 | Сергей Русских      | Сергей Русских      | 3:26         |
| 2.                  | «Где ты»                   | Сергей Патрушев     | Игорь Каменской     | 4:06         |
| 3.                  | «Малиновый пиджак»         | Дмитрий Аверкин     | Дмитрий Аверкин     | 3:45         |
| 4.                  | «Не оставляй меня»         | Карен Кавалерян     | Михаил Орлов        | 3:50         |
| 5.                  | «Ловушка-любовь»           | Константин Арсенев  | Игорь Зубков        | 4:10         |
| 6.                  | «Когда я стану старенькой» | Игорь Мыленко       | Игорь Мыленко       | 4:37         |
| 7.                  | «Маленький»                | Александр Ружицкий  | Александр Ружицкий  | 3:37         |
| 8.                  | «Шербурские зонтики»       | Марк Подберезский   | Мишель Легран       | 3:06         |
| 9.                  | «Москау»                   | Бернд Майнунгер     | Ральф Зигель        | 4:33         |
| 10.                 | «Моя знакомая»             | Александр Ружицкий  | Александр Ружицкий  | 3:09         |
| 11.                 | «Сонет»                    | Лариса Фомина       | Игорь Крутой        | 3:07         |
| 12.                 | «Птицы»                    | Евгений Муравьев    | Игорь Крутой        | 4:00         |
| 13.                 | «Я выйду замуж за еврея»   | Лилиана Воронцова   | Игорь Крутой        | 3:53         |
| Общая длительность: | Общая длительность:        | Общая длительность: | Общая длительность: | 49:19        |

## Участники записи
- Лолита Милявская — вокал
- Александр Цекало — вокал
- Вячеслав Круглов — электрогитара, акустическая гитара (5, 11-13)
- Игорь Смирнов — акустическая гитара (5)
- Александр Детковский — труба (5)
- Максим Лихачев — тромбон (7)
- Михаил Соколов — губная гармоника (3)
- Анжелика М. — арфа (11)
- Феликс Ильиных — аранжировка, запись, бэк-вокал (1, 3, 4, 8-10)
- Иван Евдокимов — аранжировка, запись, сведение, бэк-вокал (5, 11-13)
- Всеволод Саксонов — аранжировка, запись, сведение, бэк-вокал (6, 7)
- Андрей Кучеренко — сведение (2, 3, 4, 6-8, 10)
- Самвел Оганесян — сведение (1, 9)
- Рифат Юнисов — фото

Сведения взяты из аннотации к альбому.